# Чернятинская
Чернятинская — деревня в Тарногском районе Вологодской области.
Входит в состав Верховского сельского поселения, с точки зрения административно-территориального деления — в Верховский сельсовет.
Расстояние по автодороге до районного центра Тарногского Городка — 39 км, до центра муниципального образования Верховского Погоста — 2,5 км.
По переписи 2002 года население — 4 человека.